# Шалун (фильм)
«Шалун» (англ. Little Man) — американская комедия 2006 года режиссёра Кинена Айвори Уайанса, с Марлоном и Шоном Уайансами в главных ролях.

## Сюжет
Мечтающий стать отцом Дэррил находит ребенка прямо на пороге своего дома. И все бы ничего, да только этим малышом оказывается лилипут, «вор в законе» Кэлвин Симс, недавно освобожденный из тюрьмы условно-досрочно. Вместе со своим незадачливым напарником Перси он проводит успешную кражу бриллианта из ювелирного салона в интересах крупного криминального авторитета и теперь скрывается в доме приемных родителей от полиции.

## В ролях
| Актёр            | Роль            |
| ---------------- | --------------- |
| Марлон Уайанс    | Кэлвин Симс     |
| Шон Уайанс       | Дэррил Эдвардс  |
| Керри Вашингтон  | Ванесса Эдвардс |
| Джон Уизерспун   | Папа            |
| Трейси Морган    | Перси           |
| Лохлин Манро     | Грег            |
| Чезз Палминтери  | Уокен           |
| Молли Шеннон     | Мама футбола    |
| Дэвид Алан Грайр | Джимми          |
| Дэйв Шеридан     | Роско           |
| Бриттани Дэниел  | Бриттани        |
| Линден Порко     | тело Кэлвина    |